# Salvatore Mereu
Pour les articles homonymes, voir Mereu.
Salvatore Mereu, né en 1965 à Dorgali dans la province de Nuoro en Sardaigne en Italie, est un réalisateur et un scénariste italien.

## Biographie
Il suit les cours de la filière artistique et audiovisuel de l'université de Bologne puis étudie au Centro sperimentale di cinematografia à Rome.
Après plusieurs courts-métrages, il réalise en 2003 son premier long-métrage, Ballo a tre passi, avec Caroline Ducey et Yaël Abecassis dans les rôles principaux. Le film est divisé en quatre parties évoquant les quatre saisons et les quatre cycles de la vie. Le titre fait référence à une danse traditionnelle sarde. Il obtient pour ce travail plusieurs prix et nominations en Italie et en Europe, dont le David di Donatello du meilleur réalisateur débutant.
En 2008, pour son second film, il choisit d'adapter le roman Sonetàula de l'écrivain sarde Giuseppe Fiori (it). Avec un budget réduit, il tourne ensuite Tabajone en 2010. En 2012, il adapte le roman Bellas mariposas, un écrit posthume de l'écrivain sarde Sergio Atzeni qui est notamment présenté à la Mostra de Venise dans la sélection Horizons.

## Filmographie

### Comme réalisateur et scénariste

#### Au cinéma
- 1995 : Notte rumena (court-métrage)
- 2003 : Ballo a tre passi
- 2008 : Sonetàula
- 2010 : Tajabone
- 2012 : Bellas mariposas
- 2013 : Transumanza (court-métrage)
- 2013 : La vita adesso (court-métrage)
- 2017 : Futuro prossimo (court-métrage)
- 2020 : Assandira
- 2022 : Bentu

## Distinctions notables
- David di Donatello du meilleur réalisateur débutant en 2004 pour Ballo a tre passi.
- Ciak d'oro de la meilleure première œuvre en 2004 pour Ballo a tre passi.
- Nomination au Ruban d'argent du meilleur scénario en 2004 pour Ballo a tre passi.
- Nomination au Ruban d'argent du meilleur nouveau réalisateur en 2004 pour Ballo a tre passi.
- Nomination au Tigre d'or en 2004 pour Ballo a tre passi.
- Prix Tonino Guerra pour le meilleur scénario en 2013 pour Bellas mariposas.
- Festival international du film de Rotterdam en 2013 pour Bellas mariposas.